# هينك فوس
هينك فوس (بالهولندية: Henk Vos)‏ (5 يونيو 1968 في هولندا - ) هو لاعب كرة قدم هولندي في مركز الهجوم. شارك مع منتخب هولندا لكرة القدم. أما مع النوادي، فقد لعب مع إف سي آيندهوفن وبيرسخوت إيه سي ودين بوستش وستاندارد لييج وفاينورد وفيلم تو تيلبورغ وكونينكليجك ريسينغ كلوب ميتشيلين ونادي آيندهوفن ونادي سوشو ونادي ميتز وناك بريدا ونادي روسيندال ‏ وتوب أوس.

## وصلات خارجية
- هينك فوس على موقع قاعدة بيانات كرة القدم.إي يو (الإنجليزية)